# Stiftung imai
Die gemeinnützige Stiftung imai in Düsseldorf ist eine Institution, die sich dem Erhalt, der Archivierung, der Restaurierung, der Erforschung, der Vermittlung und dem Vertrieb von Videokunst und Medienkunst widmet. Ihr ständig wachsendes Archiv wird konservatorisch betreut, kunstwissenschaftlich aufgearbeitet und für die Forschung und das Publikum zugänglich gemacht. Seit 2020 wird sie geleitet von Linnea Semmerling.

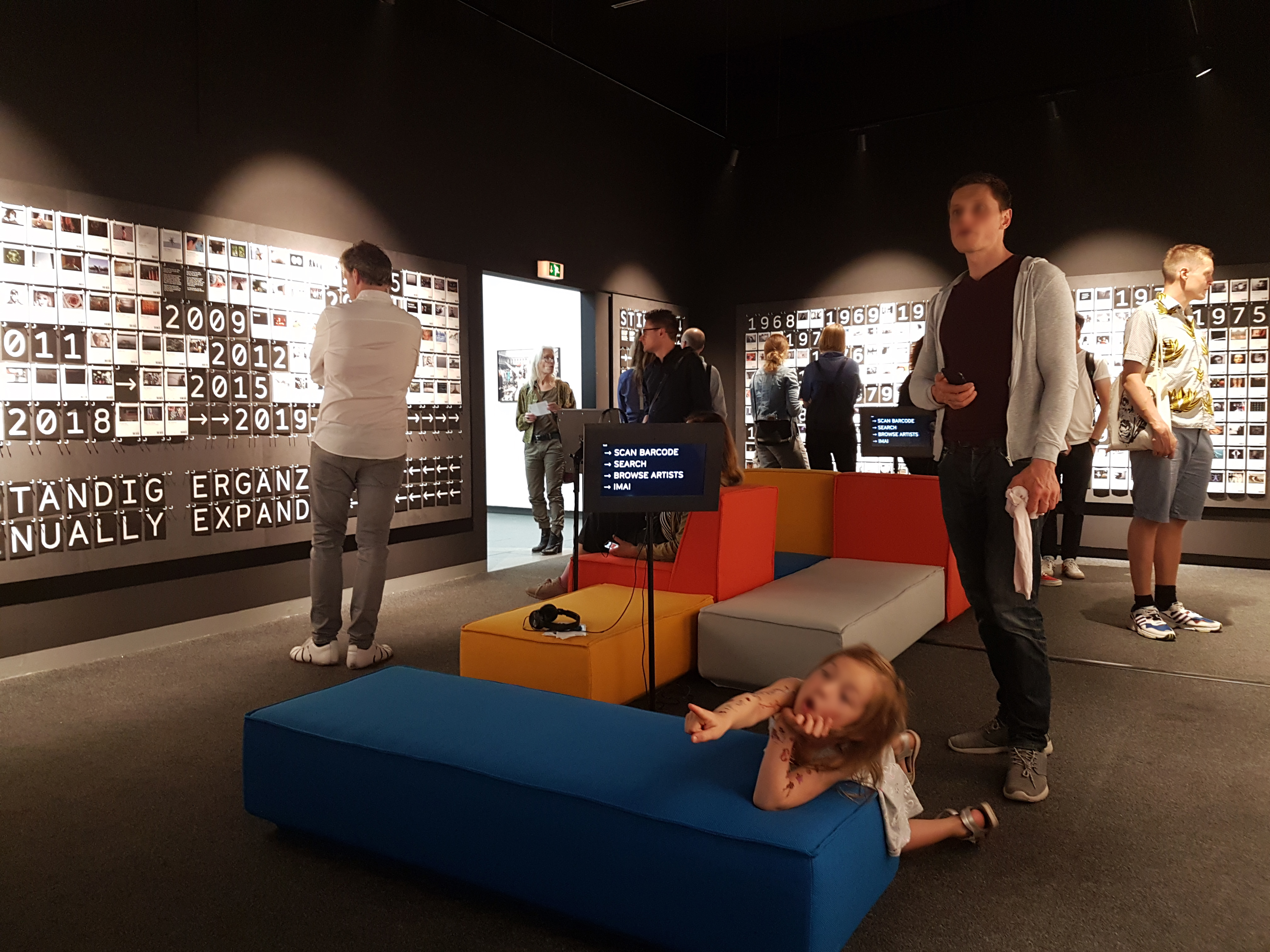
imai Videolounge im NRW-Forum Düsseldorf, 2019

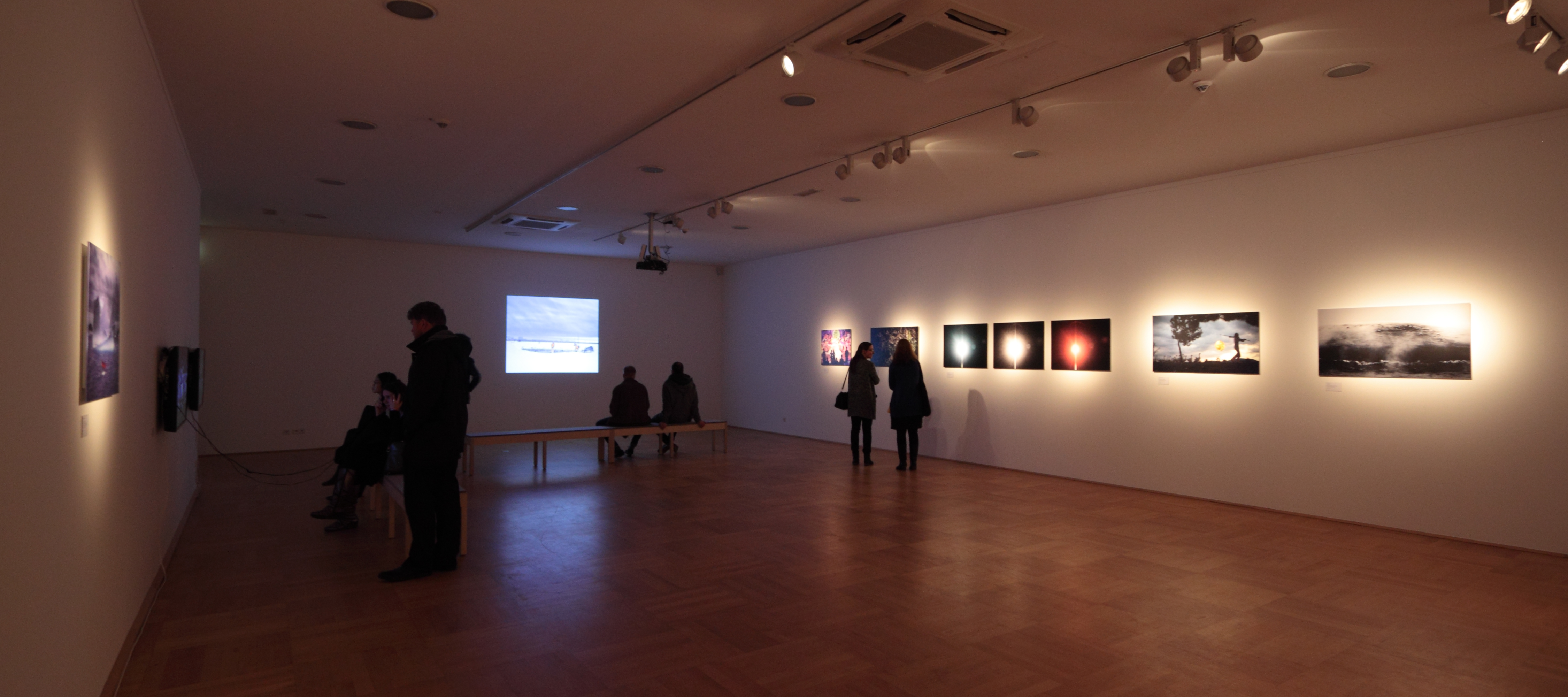
same same but different, Ausstellung der Stiftung imai im NRW-Forum Düsseldorf, 2015

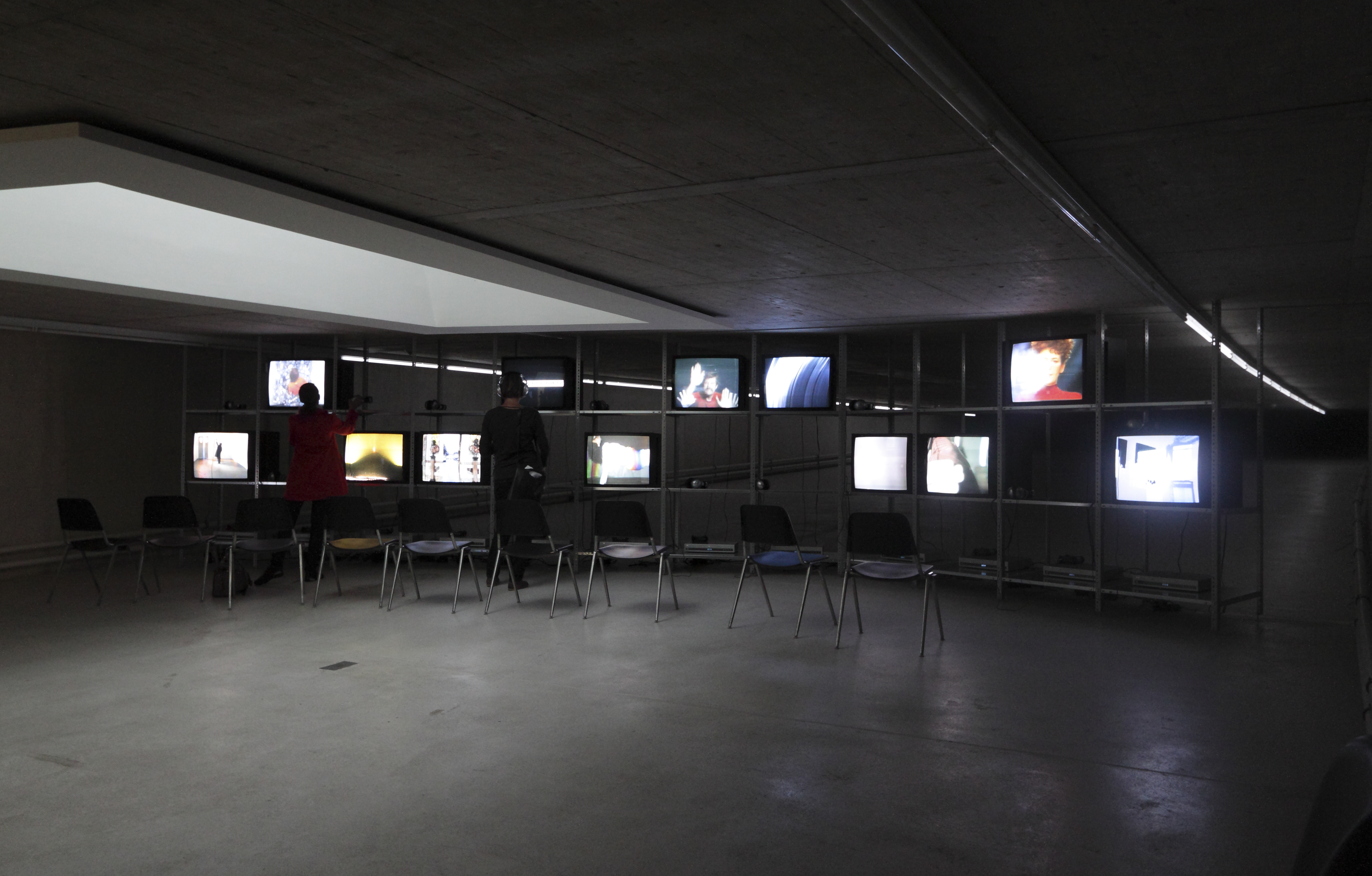
Bilder gegen die Dunkelheit, Ausstellungsansicht, KIT - Kunst im Tunnel, Düsseldorf, 2012

## Geschichte
Die gemeinnützige Stiftung imai wurde 2006 in Zusammenarbeit der Medienkunstagentur 235 MEDIA Köln, der Stadt Düsseldorf, dem Land Nordrhein-Westfalen und der Kunststiftung NRW unter dem Namen imai – inter media art institute in Düsseldorf gegründet. Die Stiftung imai übernahm den Bestand von über 3000 Videokunst-Bändern der 1982 gegründeten Medienkunstagentur 235 MEDIA in Köln. Von 2008 bis 2019 wurde die Stiftung von Renate Buschmann geleitet, die seit 2020 eine Professur für Digitale Künste und Kulturvermittlung an der Universität Witten/Herdecke innehat.

## Archiv
Die Stiftung imai kümmert sich um die Erhaltung von Medienkunst, u. a. durch Digitalisierung von Videobändern in mehreren Datei-Formaten und durch kunstwissenschaftliche Verschlagwortung. Sie beteiligt sich mit Studien, Workshops, Symposien und Publikationen an der Weiterentwicklung der elektronischen Langzeit-Archivierung, Konservierung und Restaurierung von Medienkunst. Im Austausch mit dem LVR-Archivberatungs- und Fortbildungszentrum wurden zwischen 2016 und 2017 die Bestände des imai systematisch erschlossen.
Das Archiv der Stiftung imai umfasst rund 3000 künstlerische und dokumentarische Werke, die einen Überblick über die Entwicklung der Videokunst geben, von den 1960er Jahren bis heute. Der Archivbestand ist auf Anfrage offen für Recherchen und wissenschaftliche Arbeiten.
Das Online-Videoarchiv entsteht in Zusammenarbeit mit dem Institut bild.medien der Hochschule Düsseldorf und wird rund 1300 Videos umfassen, die online in voller Länge angeschaut werden können. Es soll als Informations- und Rechercheinstrument dienen und einen umfangreichen Fundus an kunsthistorisch bedeutsamen, audiovisuellen Kunstwerken und Dokumentationen zugänglich machen.

## Forschungsprojekte
- Fallstudien zur Rekonstruktion alter Medienkunst-Installationen: Bis 2014 wurden installative Werke von Lutz Mommartz, Nan Hoover, Studio Azzurro, Gary Hill, Bill Seaman und Katharina Sieverding analysiert und rekonstruiert, um Lösungsansätze für die langfristige Erhaltung und Präsentation technologiebasierter Installationen zu erarbeiten.
- Die Medienkunstagentur 235 Media. Ihre Bedeutung hinsichtlich der Produktionsbedingungen, Ökonomisierung und Internationalisierung von Medienkunst (Laufzeit: 2015 bis 2018, gefördert durch die Gerda Henkel Stiftung).

## Veranstaltungen
Die Vermittlung von Medienkunst findet durch regelmäßige Teilnahme an Tagungen und Festivals, durch Vorträge, Screenings und Ausstellungen statt. Beispiele von Veranstaltungen:
- Videokunst-Screenings der Stiftung imai bei den Kurzfilmtagen Oberhausen, 2016, 2017, 2019.[8][9][10]
- Seit 2015 läuft die monatliche Veranstaltungsreihe Videobox im Haus der Universität im Zentrum von Düsseldorf. Sie wird abwechselnd kuratiert von Darija Šimunović, Renate Buschmann, Jessica Nitsche, Lara Perski und Gast-Kuratorinnen und -Kuratoren.[11]
- Vortrag am 53. Rheinischen Archivtag, Jahrestagung der Archivarinnen und Archivare im Rheinland, Duisburg, 2016.[12]
- Waiting in video art, moderiertes Screening an der Konferenz WAITING AS CULTURAL PRACTICE, Universität Paderborn, 21. Mai 2016.
- Lachen - Weinen. Videokunst und Komik, moderiertes Screening an der Konferenz Medienästhetik der Komik in der Universität Bielefeld, 7. Juli 2017.
- Vortrag an der 26. Berliner EVA-Konferenz BASED ON TRUST, Staatliche Museen zu Berlin – Preußischer Kulturbesitz, Berlin 2019.[13]
- Vortrag an der MAI-Tagung museums and the internet des Landschaftsverband Rheinland LVR in Düsseldorf, 2019.[14]
- LET’S DANCE. Musik – Kunst – Video in den 1980er Jahren. Screening mit einer Einführung von Renate Buschmann, Museum Folkwang, Essen, 14. Juni 2019.

## Ausstellungen
- dem Rand am fernsten, am weitesten innen. Intimität in der Medienkunst. Neuer Kunstraum NKR, Düsseldorf, 2019
- WATCH OUT! Stiftung imai und KIT zeigen junge Medienkunst. KIT – Kunst im Tunnel, Düsseldorf, 2018
- On Photography. Thomas Kutschker, Lukas Marxt, Róbert Olawuyi, Maria Vedder. NRW-Forum, Düsseldorf, 2017
- Same Same But Different. Die neue limitierte imai Videostill-Edition, Ausstellung zum Düsseldorf Photo Weekend, NRW-Forum, Düsseldorf, 2015
- The Invisible Force Behind. Materialität in der Medienkunst. Ausstellung zur Quadriennale Düsseldorf, NRW-Forum, Düsseldorf, 2014
- Bilder gegen die Dunkelheit. Videokunst aus dem Archiv des imai im KIT. KIT – Kunst im Tunnel, Düsseldorf, 2012.

## Eigene Tagungen und Symposien
- Video Art Distribution. From Alternative Art Market to Commercialization, NRW-Forum, Düsseldorf, 2018. Die internationale Tagung behandelte die Wechselwirkungen zwischen Kunstproduktion, Videokunst-Vertrieb, Kunstmarkt und Ausstellungen für die Medienkunst.[15][16]
- Bild Transfer. Medienkunst erhalten, vermitteln, erschließen. Symposium, NRW-Forum, Düsseldorf, 2006.

## Vertrieb
Das Vertriebsprogramm soll Videokünstler und ihre audiovisuellen Werke fördern und in der öffentlichen Wahrnehmung verankern. Sammler, Museen usw. können annähernd 1500 audiovisuelle Werke von über 120 internationalen Künstlerinnen und Künstlern ausleihen oder ankaufen. Den Vertrieb und die Sammlung betreut Darija Šimunović.

## Videolounge
Juli 2019 bis Oktober 2024 beherbergte das NRW-Forum Düsseldorf die Videolounge der Stiftung imai. Dort konnten über 1000 Videos auf bereitgestellten Tablets oder auf dem eigenen Smartphone von Lounge-Sitzmöbeln aus betrachtet werden. Infoblätter zu allen diesen Videos erstreckten sich über drei Wände und machten das Suchen und Finden physisch erfahrbar. Zusätzlich bot eine App Suchoptionen an. Auf der großen Projektionswand wurden wechselnde Videoprogramme gezeigt.

## Publikationen
Die Stiftung imai gibt Ausstellungskataloge, Publikationen zu Forschungsergebnissen und Tagungsbände heraus, u. a. den Ausstellungskatalog The Invisible Force Behind. Materialität in der Medienkunst zur Quadriennale Düsseldorf 2014 (Verlag Kettler, Dortmund 2014), den Tagungsband Die Gegenwart des Ephemeren. Medienkunst im Spannungsfeld zwischen Konservierung und Interpretation, Wiener Verlag für Sozialforschung, 2014, und das Buch Medienkunst Installationen – Media Art Installations. Erhaltung und Präsentation – Preservation and Presentation, Reimer Verlag, 2013. Aufschluss über die Ursprünge des Archivs der Stiftung imai gibt die Publikation Video Visionen. Die Medienkunstagentur 235 Media als Alternative im Kunstmarkt (hrsg. v. Renate Buschmann u. Jessica Nitsche), Bielefeld: transcript 2020.

## Kooperationspartner
- Institut bild.medien der Hochschule Düsseldorf[21]
- Haus der Universität, Düsseldorf
- NRW-Forum Düsseldorf
- Landschaftsverband Rheinland LVR
- Medienwerk.NRW[22]